# Joseph Forgeur

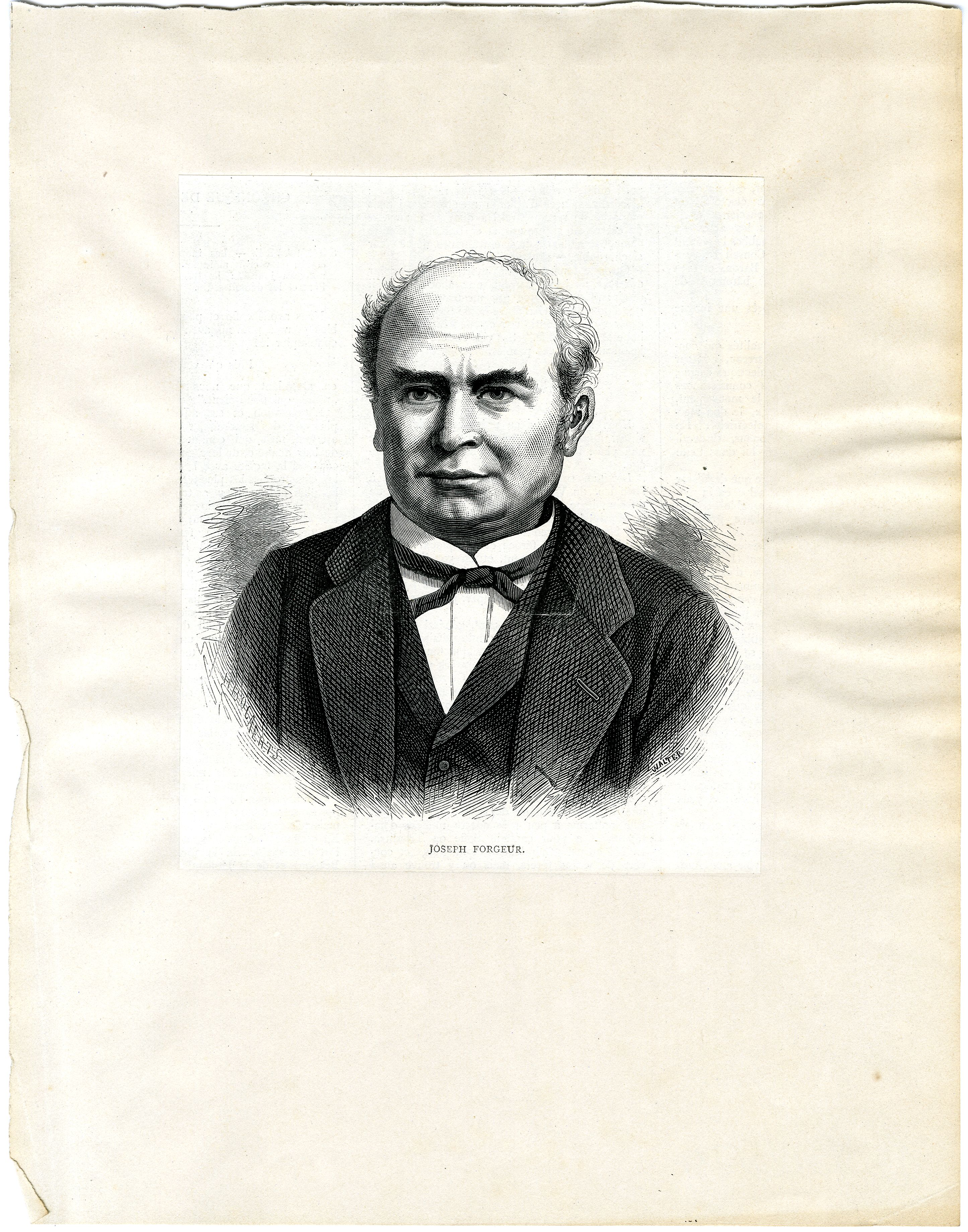
Joseph Forgeur

Baron Joseph Forgeur (Luik, 31 juli 1802 - 17 februari 1872) was lid van het Belgisch Nationaal Congres, senator en advocaat.

## Levensloop
Forgeur was de tweede van de zeven kinderen van kapper, pruikenmaker, parfumeur en ijzerhandelaar Jean-Pierre-Nicolas Forgeur (1766-1855) en Marie-Catherine Humblet (1782-1866). Het gezin had veel te danken aan de oom van de echtgenote, kanunnik Jean-Joseph Humblet (1747-1829), die rijk was en van wie ze erfden.
Forgeur was 22 toen hij advocaat werd in Luik (1824), in het kielzog van de Franse advocaat die er als vluchteling verbleef, meester Jean-Baptiste Teste. Hij was bij hem geïntroduceerd door kanunnik Humblet en maakte weldra deel uit van een vriendenkring waartoe ook Jacques-Hyacinthe Fabry, Max Lesoinne en Michel-Laurent de Selys Longchamps behoorden. Ook nam hij weldra deel aan de discussies die gevoerd werden binnen een groep van jongeren, voornamelijk advocaten, onder wie Charles Rogier, Joseph Lebeau en Paul Devaux en nam deel aan de campagnes tegen de politiek van Willem I. Zijn medewerking aan de Mathieu Laensbergh en de Courrier de la Meuse had tot gevolg dat hij geschorst werd aan de balie.
Op 31 maart 1830 trouwde Forgeur met Eugénie Dupont (1810-1879), dochter van Quirinus Dupont, die voorzitter van het Hof van Beroep was in Luik. Stafhouder Joseph Raikem en 'patron' Teste waren zijn getuigen. Eugénie had vijf zussen, die voordelig trouwden met onder meer advocaat Jean Ghisbert de Leeuw, bankier Gerard Nagelmackers, notaris J. P. Gilkinet, zakenman Clément Delloye. Een broer Dupont werd ambtenaar op het Ministerie van Financies en een andere hoogleraar in Luik. Het echtpaar Forgeur-Dupont kreeg vier kinderen.

## De revolutie en het Nationaal Congres
Tijdens de revolutiedagen van augustus - september 1830 werd Forgeur tweede in bevel bij de Burgerwacht en wat later onderhandelde hij over de overgave van het garnizoen in de citadel van Luik. Hij werd door het arrondissement Hoei verkozen tot lid van het Nationaal Congres, waar hij bij de opening van de werkzaamheden tot secretaris werd verkozen. Als verkozenen voor Hoei had hij als collega's zijn schoonbroer De Leeuw en advocaat Joseph Lebeau. In Luik werden ook zijn oom J.H. Fabry en zijn schoonbroer G. Th. Nagelmackers tot congreslid gekozen.
Forgeur werd, met méér dan tachtig tussenkomsten tijdens de openbare zittingen, een van de meest actieve en invloedrijke congresleden.
Een journalist beschreef hem als volgt: Mr Forgeur is nog geen dertig, hij heeft een blonde krullenbol en grote levendige blauwe ogen. Terwijl hij het woord voert heeft hij een wat sarcastische en enigszins misprijzende trek om de mond, het hoofd wiegt heen en weer boven de schouders, zijn gebaren zijn gebiedend en beslist. Hij spreekt met overtuiging en warmte, waarheidsgetrouw, meeslepend. Men geraakt in de ban van zijn woord, hij ontroert, hij overtuigt. Hij heeft des te meer verdienste omdat hem voor een redenaar een essentiële kwaliteit ontbreekt: hij heeft maar een mager stemgeluid en zijn falsetstem wordt schreeuwerig als hij zich opwindt.
Forgeur was geniaal in het improviseren en in de discussies kon hij leden die een mooie tekst hadden voorgelezen, improviserend onderuit halen met zijn logica en zijn demonstratievermogen.
Hij stemde voor de onafhankelijkheidsverklaring en voor de eeuwigdurende uitsluiting van de Nassaus. In de eerste poging een koning te vinden ondersteunde hij hartstochtelijk de kandidatuur van de hertog van Nemours. Hij stemde in de volgende ronde tegen Leopold van Saksen Coburg en tegen het Verdrag der XVIII artikelen.

## Na het Congres
Na de beëindiging van de Congresactiviteiten, keerde Forgeur naar zijn advocatenpraktijk terug en werd daarin zeer welvarend. Hij werd ook tot stafhouder verkozen. Hij was niet alleen de advocaat van vele zakenlui en vennootschappen, maar werd ook aangezocht om in besturen te zetelen, hoofdzakelijk in de controlerende functie van commissaris. Zo was hij in volgende ondernemingen aanwezig:
- commissaris Spoorweg Pepinster-Spa,
- commissaris H. F. Dolhain,
- commissaris van de Union du Crédit liégeois (concurrent van zijn schoonbroer Nagelmackers),
- commissaris Charbonnage Chartreux-Violette,
- commissaris Société Hollando-belge,
- commissaris Société Austro-belge,
- commissaris Société Corphalie (zink),
- bestuurder Charbonnage Patience-Beaujonc,
- voorzitter-bestuurder Spoorweg Braine-Gent,
- bestuurder Société Vieille Montagne.

Hij had daarbij ook nog een goed gevulde portefeuille van aandelen van vennootschappen waar hij niet in de besturen figureerde. Een daarvan was de Galeries Lemonnier.
Forgeur verliet de politiek niet helemaal. In 1833 werd hij gemeenteraadslid van Luik en bleef dit (met een paar onderbrekingen) tot in 1866. Hij werd ook voorzitter van de Luikse 'Alliance libérale' en in 1851 trad hij weer in de nationale politiek, als senator. Hij zou dit gedurende meer dan tien jaar blijven.
In het sociale leven van Luik bleef hij actief. 
- Lid van de Société archéologique.
- Lid van de Société d'Emulation.
- Lid van de Société d'Horticulture.
- Lid van de Société du Casino.

Forgeur was vrijmetselaar geweest, maar in 1833 werd hij dissident en in zijn laatste levensmaanden verzoende hij zich met de Kerk. Hij kreeg een plechtige uitvaart. Aan zijn weduwe en hun vier kinderen liet hij een belangrijke erfenis na, zowel in vastgoed als in aandelen. Een aanzienlijk deel had hij hen trouwens al bij hun huwelijk als voorschot geschonken.
Een paar weken voor zijn dood werd Forgeur in de erfelijke adelstand verheven met de titel van baron voor hem en al zijn nazaten. Er zijn heel wat nakomelingen via zijn zoon, baron Albert Forgeur (1845-1924).